# Metaorganización
Metaorganización (en inglés: meta-organization) es un concepto desarrollado por primera vez en el campo de los estudios de gestión en 2005 por Göran Ahrne y Nils Brunsson en 2005 hacer hacer referencia a las organizaciones formadas a su vez por otras organizaciones, más que por individuos. Posteriormente volvió a ser usado en el mismo campo en 2012, de manera aparentemente independiente, por Ranjay Gulati, Phanish Puranam y Michael Tushman (2012).